# Harry Kusnick
Harry Kusnick (* vor 1935; † nach 1948) war ein US-amerikanischer Kostümbildner und Tontechniker, der einmal für den Oscar für die besten Spezialeffekte nominiert war.

## Leben
Kusnick begann seine Laufbahn als Kostümbildner in der Filmwirtschaft Hollywoods 1935 bei dem Western His Fighting Blood von John English mit Kermit Maynard, Polly Ann Young und Ted Adams.
Nach einer weiteren Filmproduktion als Kostümdesigner arbeitete er 1944 als Tontechniker an der Herstellung des von A. Edward Sutherland inszenierten Kriegsfilms Secret Command (1944) mit Pat O’Brien, Carole Landis und Chester Morris in den Hauptrollen mit und wurde für diesen Film zusammen mit David Allen, Ray Cory, Robert Wright sowie Russell Malmgren für den Oscar für die besten Spezialeffekte nominiert.

## Filmografie
- 1935: His Fighting Blood
- 1936: Born to Fight
- 1944: Secret Command
- 1948: Pferdediebe am Missouri (Last of the Wild Horses)